# Józef Brandt
Józef Brandt (sinh năm 1841 tại Szczebrzeszyn – mất năm 1915 tại Radom) là một họa sĩ người Ba Lan. Ông là một đại diện nổi bật của Trường phái Munich và nổi tiếng với những bức tranh miêu tả các trận chiến.

## Cuộc đời
Józef Brandt đã học tại trường J.N. Leszczynski và Viện Quý tộc ở Warsaw. Năm 1858, ông chuyển đến Paris để theo học Ecole centrale Paris. Juliusz Kossak đã thuyết phục ông bỏ ngành kỹ sư chuyển sang học hội họa. Brandt học vẽ ở Munich, làm học trò của Franz Adam và Karl Piloty. Sau đó ông mở xưởng vẽ của mình.
Các bức tranh của ông chủ yếu xoay quanh đời sống của quân nhân trong thế kỷ 17. Bên cạnh đó, ông cũng thực hiện một số tác phẩm về cuộc sống của những người nông dân Ba Lan.
Năm 1893, Józef Brandt được trao tặng Huân chương Isabella Công giáo, và vào năm 1898, ông được nhận Huân chương Bavarian Maximilian về Khoa học và Nghệ thuật.

## Trung tâm Điêu khắc Ba Lan
Trang viên thế kỷ 19 của Józef Brandt ở Orońsko cùng với công viên xung quanh ngày nay được dùng làm Trung tâm điêu khắc Ba Lan.

## Triển lãm

Tranh của Józef Brandt
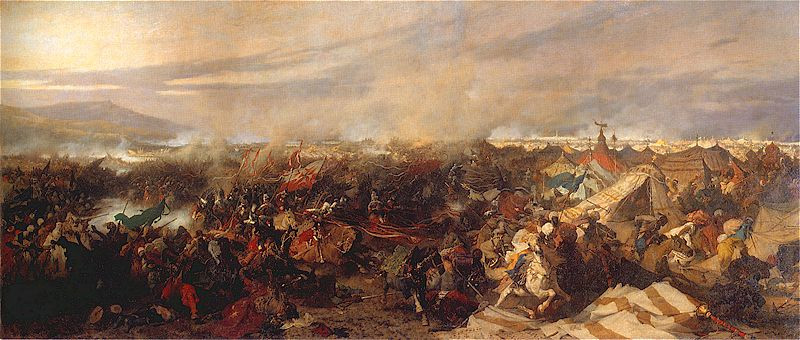
Trận chiến Vienna, sơn dầu trên vải, 1873
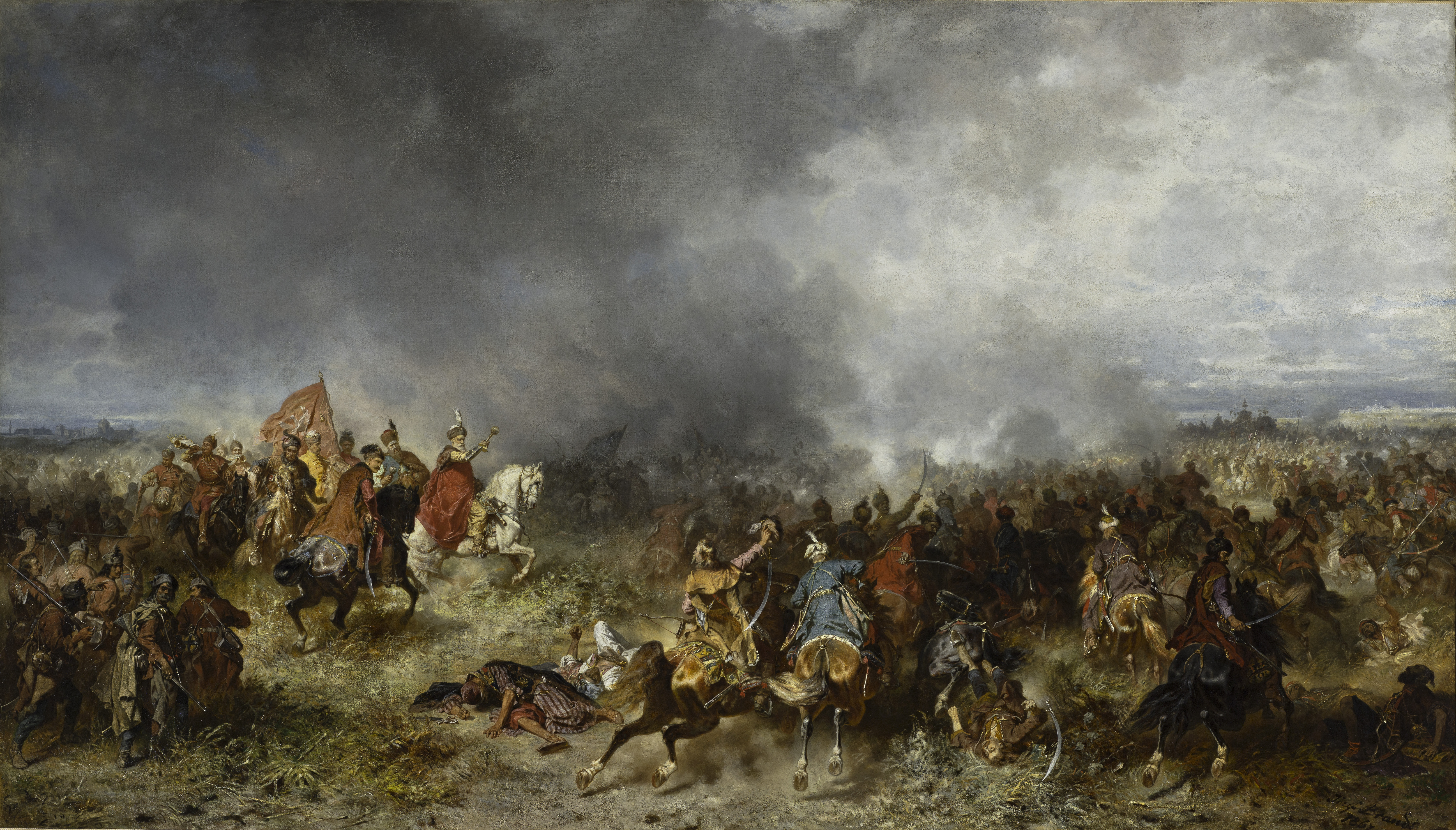
Jan Karol Chodkiewicz trong Trận chiến Khotyn, sơn dầu trên vải, 1865
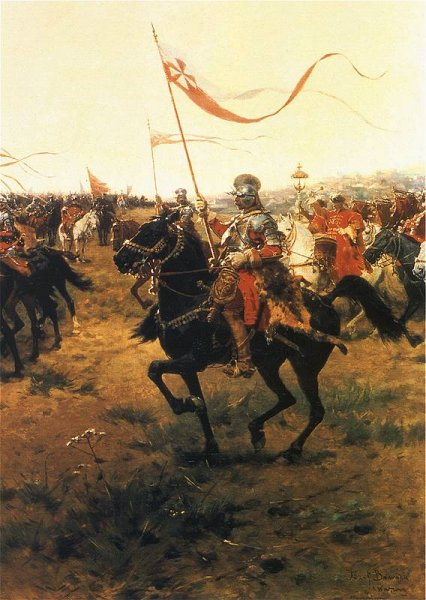
Kỵ binh nhẹ Ba Lan, sơn dầu trên vải, 1890
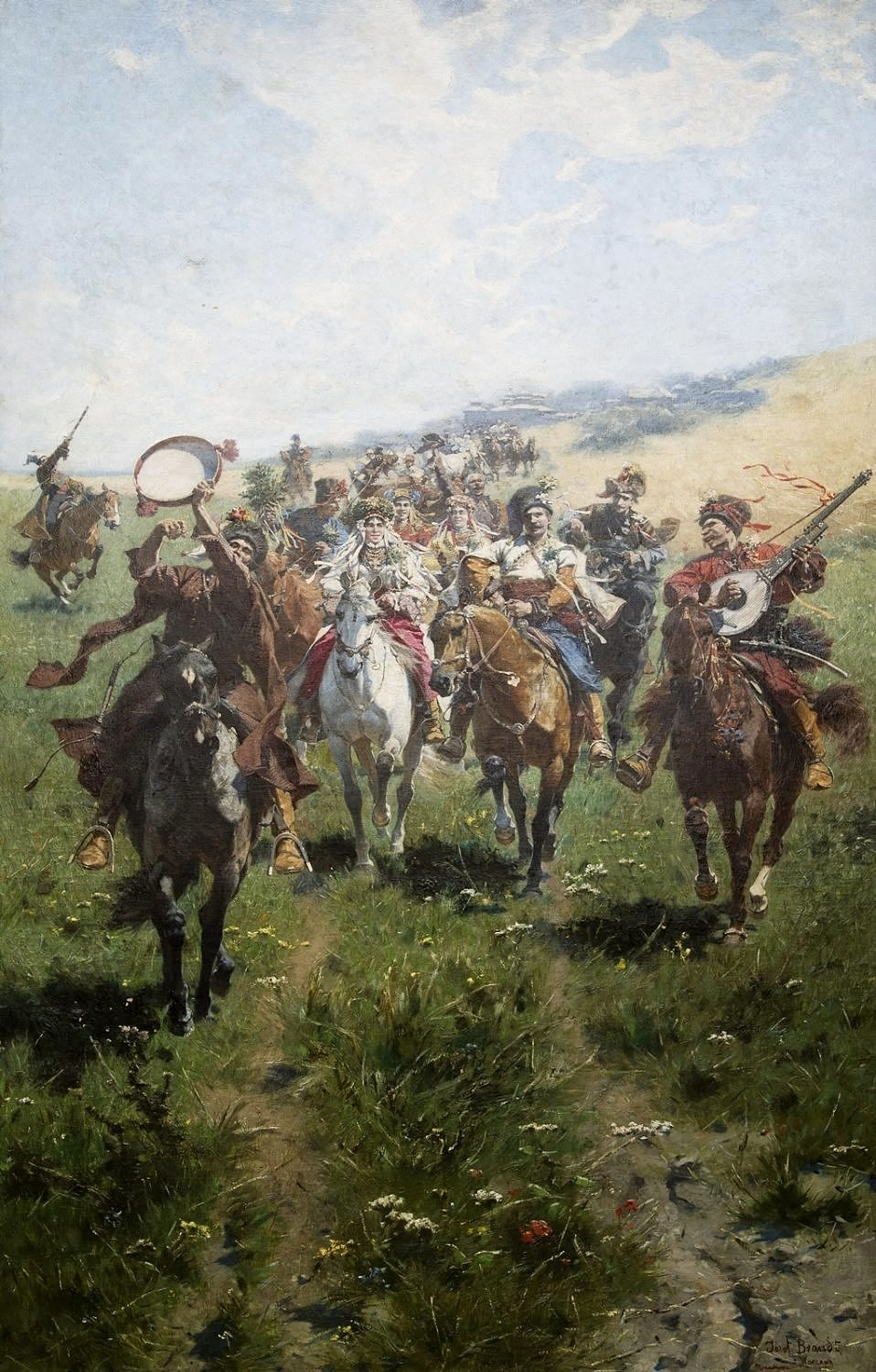
Đám cưới của Cossack, sơn dầu trên vải, 1893
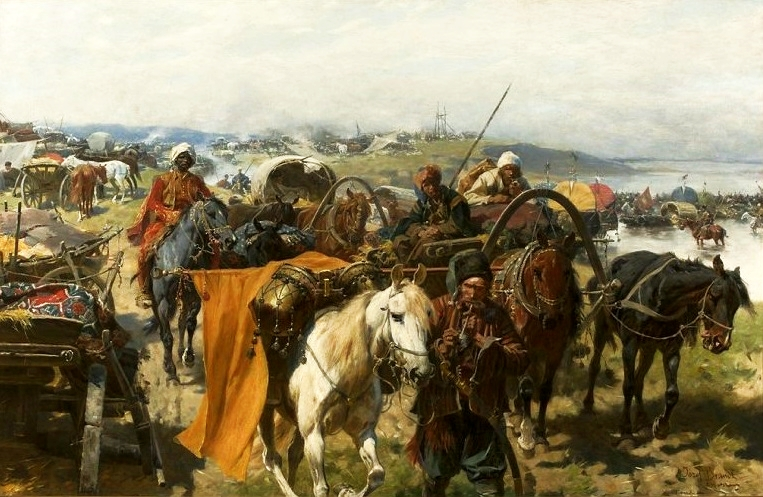
Trại của Zaporozhian, sơn dầu trên vải, 1880
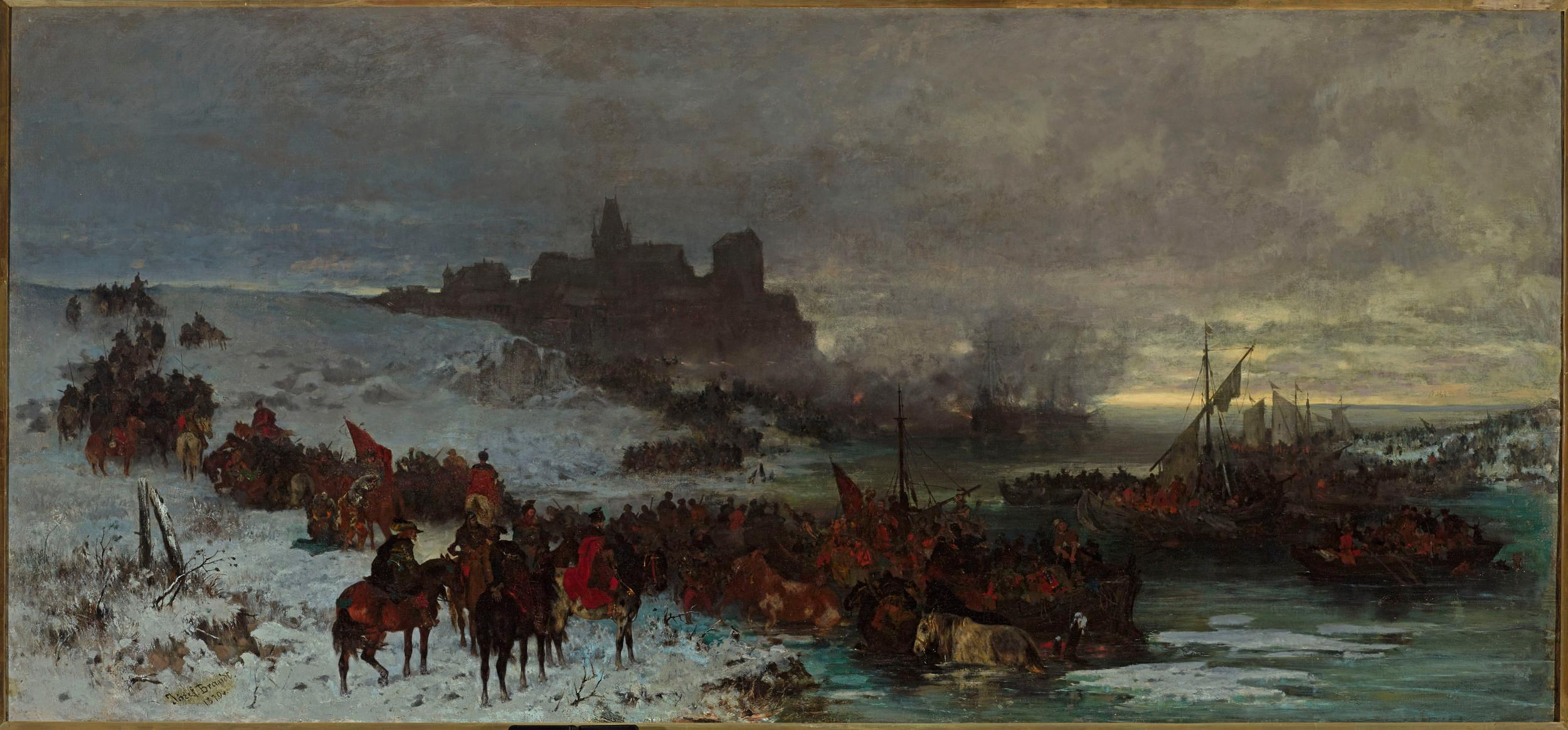
Stefan Czarniecki trong "Trận chiến Sønderborg", thường được biết đến là "Stefan Czarniecki trong Trận chiến Kolding, sơn dầu trên vải, 1870
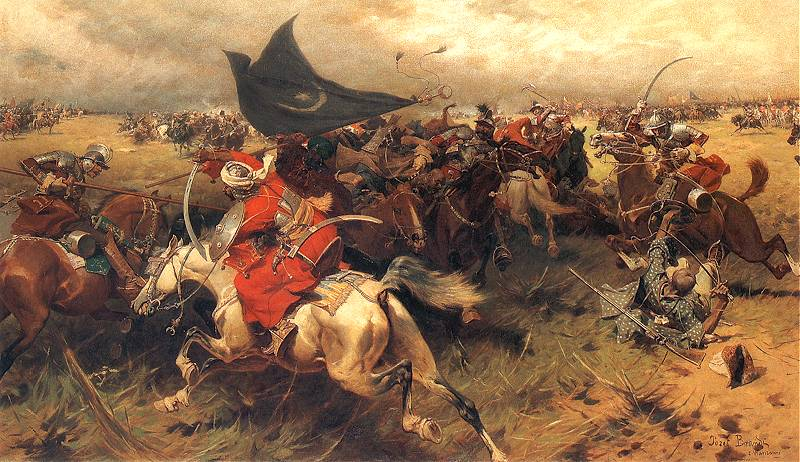
Trận chiến giành cờ Thổ Nhĩ Kỳ, sơn dầu trên vải, 1905
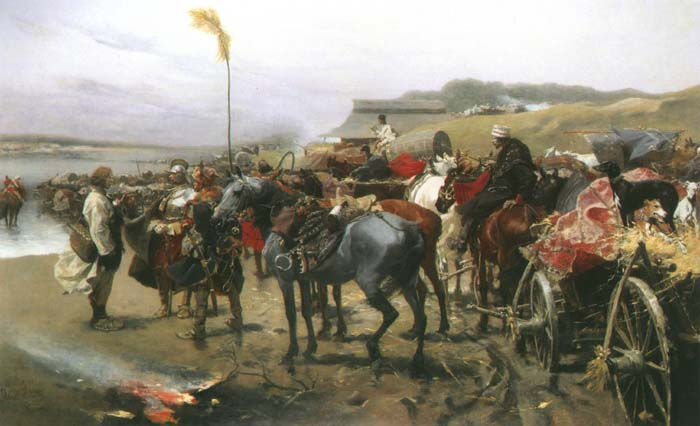
Lực lượng dân quân tại Ford, sơn dầu trên vải, 1880
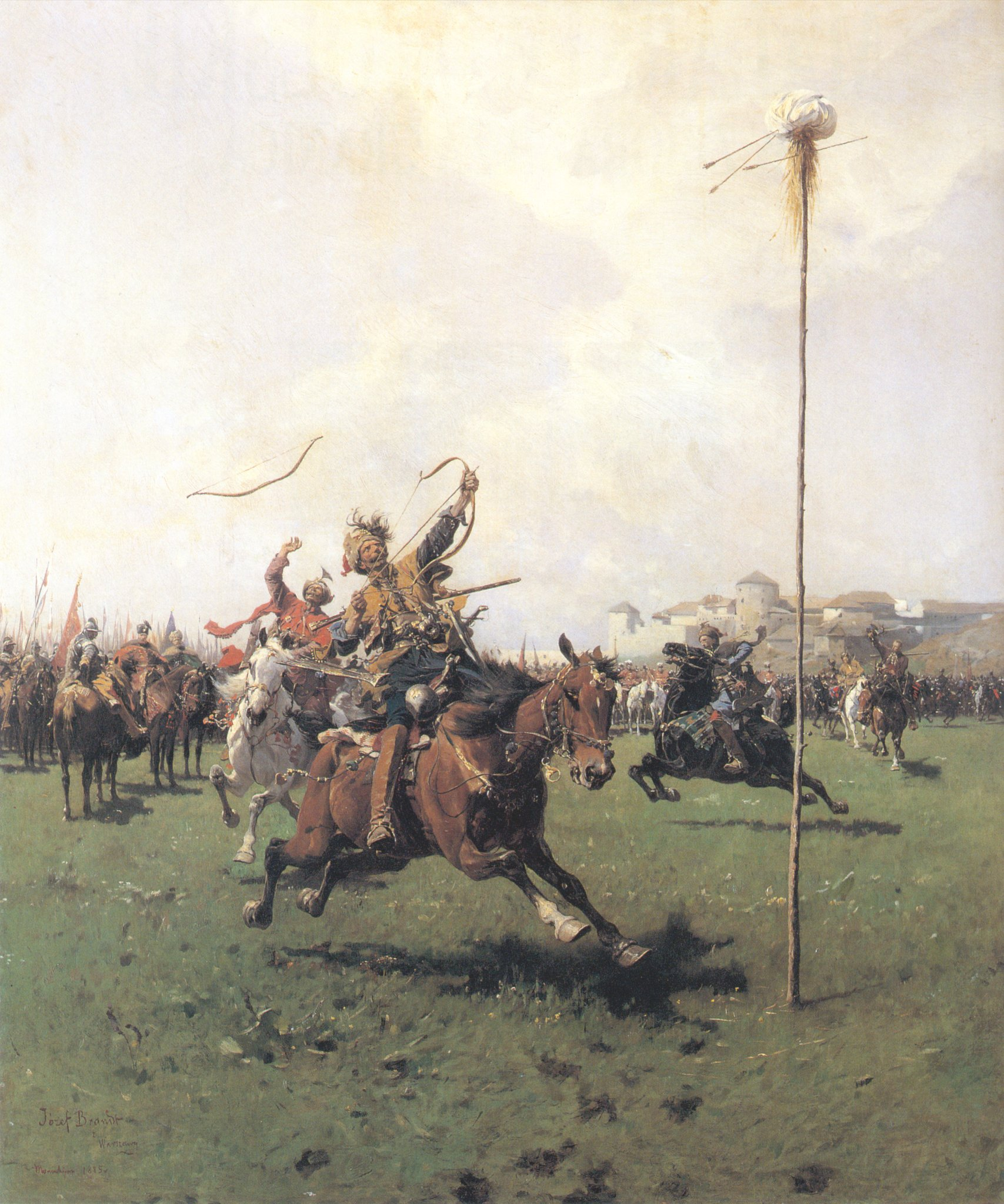
Lisowczycy (Bắn cung), sơn dầu trên vải, 1885
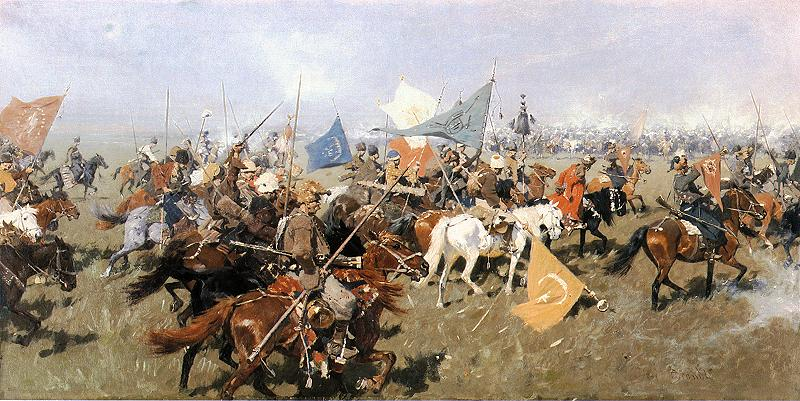
Sự trở lại của Cossacks, sơn dầu trên vải, 1894
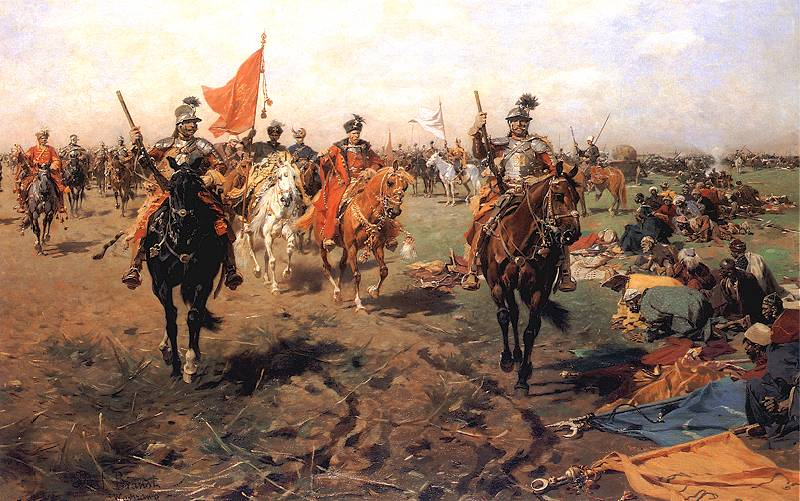
Kiểm cờ chiến thắng, sơn dầu trên vải, 1905
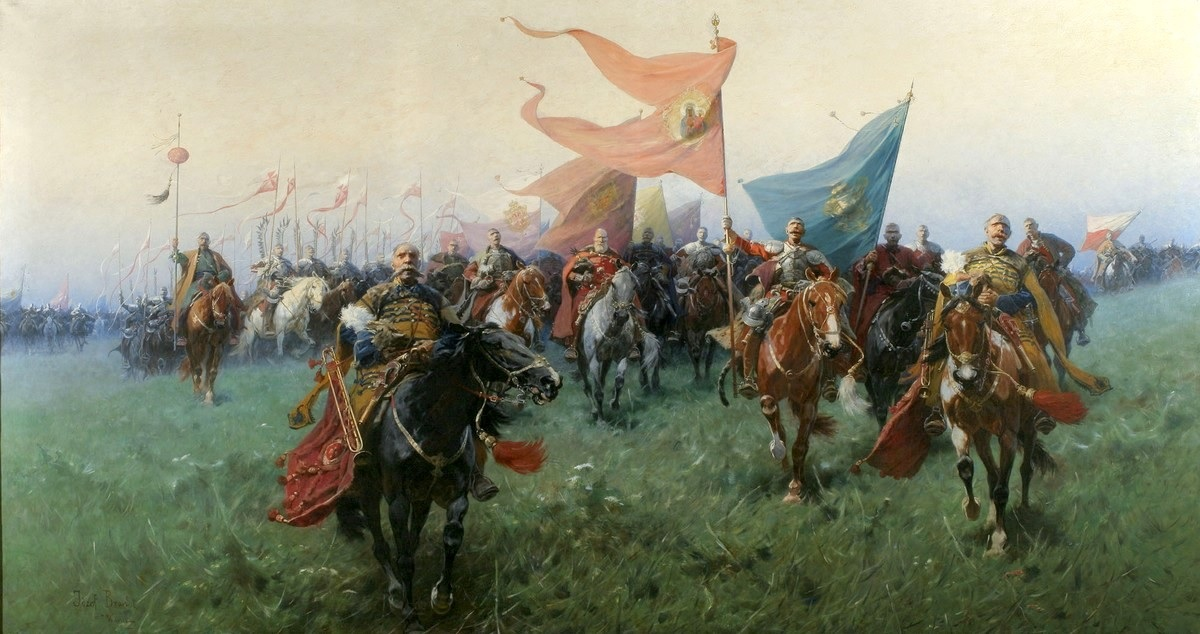
Bogurodzica, sơn dầu trên vải, 1909
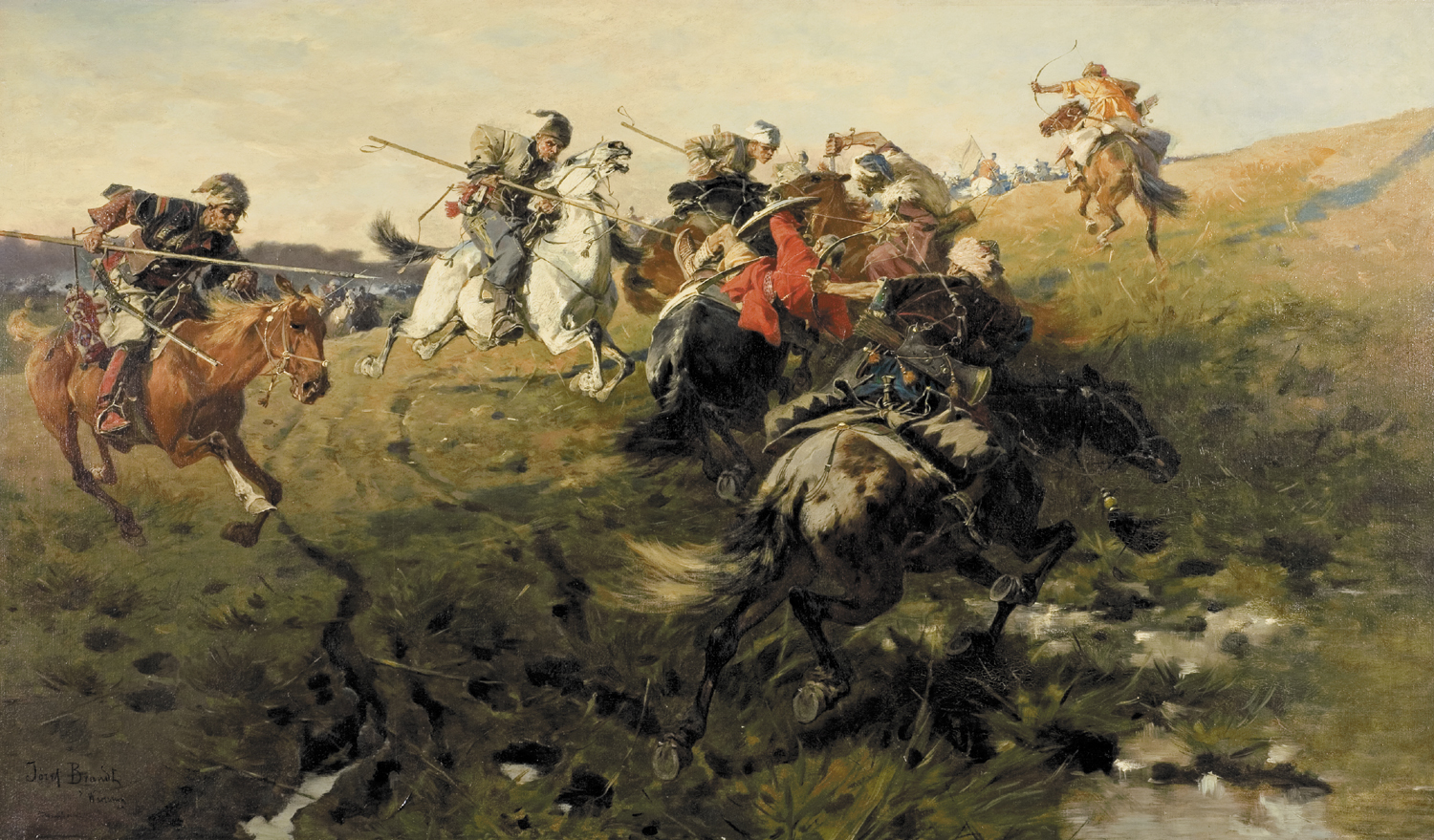
Giao tranh giữa Cossacks và Tatars , khoảng 1890